# Tipula (Microtipula) akestra
Tipula (Microtipula) akestra is een tweevleugelige uit de familie langpootmuggen (Tipulidae). De soort komt voor in het Neotropisch gebied.